# Beaumont (Haiti)
Beaumont (em crioulo, Bomon), é uma comuna do Haiti, situada no departamento de Grande Enseada e no arrondissement de Corail. De acordo com o censo de 2003, sua população total é de 12.486 habitantes.